# Richard Weston, Bá tước thứ nhất xứ Portland
Richard Weston, Bá tước thứ nhất xứ Portland, KG, PC (1 tháng 3 năm 1577 – 13 tháng 3 năm 1634/1635), là Bộ trưởng tài chính và sau đó là Thủ quỹ đại thần của nước Anh dưới thời Vua James I và Vua Charles I, là một trong những nhân vật có ảnh hưởng nhất trong những năm đầu của Chế độ chuyên chế 11 năm của Charles I và là người tạo ra nhiều chính sách cho phép ông cai trị mà không cần tăng thuế thông qua Nghị viện.
Ông là người đầu tiên được bổ nhiệm vào chức Đệ nhất Đại thần Hải quân. Người nắm giữ vị trí này là cố vấn cấp cao của chính phủ về tất cả các vấn đề liên quan đến hải quân, chịu trách nhiệm chỉ đạo và kiểm soát Bộ Hải quân. Đệ nhất Đại thần Hải quân được xem là chức vụ thường trực trong Nội các chính phủ được biết đến sớm nhất ở Anh.
Trước khi Richard Weston qua đời 1 năm, vua Charles I của Anh đã ban cho ông tước hiệu Bá tước xứ Portland, thuộc Đẳng cấp quý tộc Anh, trước đó, vào năm 1628, ông đã được ban tước hiệu Nam tước Weston của Nayland ở Hạt Suffolk. Tước hiệu được truyền 4 đời thì tuyệt tự nên bị thu hồi. 